# Palha

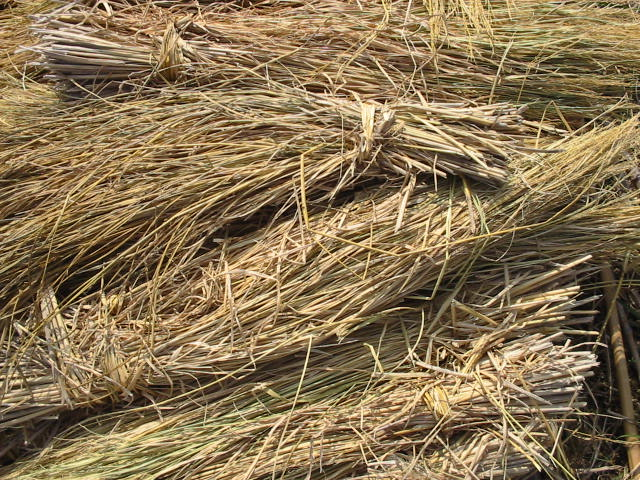
Palha de arroz

Palha (do termo latino palea) consiste num subproduto vegetal de algumas gramíneas, sobretudo cereais, que, após desidratadas, são usadas em indústria ou como forragem animal. Possui coloração em tons de bege claro.

## Usos
A palha pode ter diversos usos, desde o artesanato até como combustível. 

## Folclore
- Na cultura ocidental, os 23 anos de um casamento, constituem em Bodas de Palha.
- Na Odisseia, o tio de Ulisses diz que sem palha não há vitória.[2]

## Cultura popular
Em alguns estados brasileiros, palha é uma gíria antiga para designar algo fácil, ruim ou com pouca aceitação. A expressão "fogo-de-palha", em alguns lugares do Brasil, é uma figura de linguagem que evoca a ideia de que algo pode surpreender por parecer intenso, mas se acaba rápido. Logo, é mentira ou momentâneo e não deve ser levado a sério. 
Exemplos: "Fulano está com fogo-de-palha pra criar um blogue"; "Samantha gostava de Maurete Leoa: era fogo-de-palha, agora já está com fogo-de-palha para a esquecer". 
No Sul, os exemplos acima talvez pareçam estranhos para alguns, mas pode-se dizer que algo "é" fogo de palha, ao invés de "se está com".
Exemplos: "O amor do Fulano pela Cicrana é fogo de palha" ou "Beltrano(a) parece motivado(a), mas é só fogo de palha..." (ou seja, parecem intensos, mas não devem ser levados a sério já que logo se extinguirão).